# Ludovico
Ludovico  è un nome proprio di persona italiano maschile.

## Varianti
- Maschili: Lodovico[1][2][3]
  - Ipocoristici: Ludo[1], Vico[3][4]
- Femminili: Ludovica[1][2][5], Lodovica[1][2]
  - Ipocoristici: Ludo[1], Vica[4]

### Varianti in altre lingue
- Basco: Koldobika[3]
  - Ipocoristici: Koldo[3]
- Ceco: Ludvík[3]
  - Ipocoristici: Luděk[3]
- Danese: Ludvig[3]
- Esperanto: Ludoviko[3]
  - Ipocoristici: Luĉjo[3]
- Francese: Ludovic[1][3]
- Inglese: Ludwig[1], Ludovic[1]

- Islandese: Lúðvík[3]
- Lettone: Ludvigs[3], Ludis[3]
- Lituano: Liudvikas[3]
  - Femminili: Liudvika[5]
- Norvegese: Ludvig[3]
- Olandese: Lodewijk[3]
  - Ipocoristici: Lowie[3], Ludo[3]
- Polacco: Ludwik[3]
  - Femminili: Ludwika[5]

- Sloveno: Ludvik[3]
- Svedese: Ludvig[3]
  - Ipocoristici: Ludde[3]
- Tedesco: Ludwig[1][3]
  - Ipocoristici: Lutz[3]
  - Femminili: Ludowika[1]
  - Ipocoristici femminili: Viki[1]

## Origine e diffusione
Al pari di Aloisio, Alvise, Aligi e Clodoveo, si tratta di una forma allotropa di Luigi; è quindi un nome di origine germanica, di tradizione francone, composto da hloda (generalmente interpretato come "gloria", "fama" o "famoso") e wig ("battaglia").
Grazie al prestigio di diversi sovrani e al culto di alcuni santi che lo portarono, è diffuso in quasi tutta Italia, dal settentrione fino alla Campania.

## Onomastico
L'onomastico si può festeggiare in memoria di più santi e beati, alle date seguenti:
- 31 gennaio, beata Ludovica Albertoni, mistica e terziaria francescana[6]
- 25 febbraio, beata Maria Ludovica De Angelis, missionaria in Argentina[6]
- 30 marzo, san Ludovico da Casoria, religioso alcantarino[6]
- 1º aprile, san Lodovico Pavoni, fondatore dei Figli di Maria Immacolata[7]
- 30 aprile, san Ludovico, martire a Cordova sotto i Mori con i santi Amatore e Pietro[6]
- 24 luglio, beata Ludovica di Savoia, terziaria francescana[6]
- 19 agosto, san Ludovico d'Angiò, vescovo di Tolosa[6]
- 25 agosto, san Ludovico o Luigi IX, re di Francia[6]
- 9 novembre, beato Ludovico Morbioli, penitente

## Persone

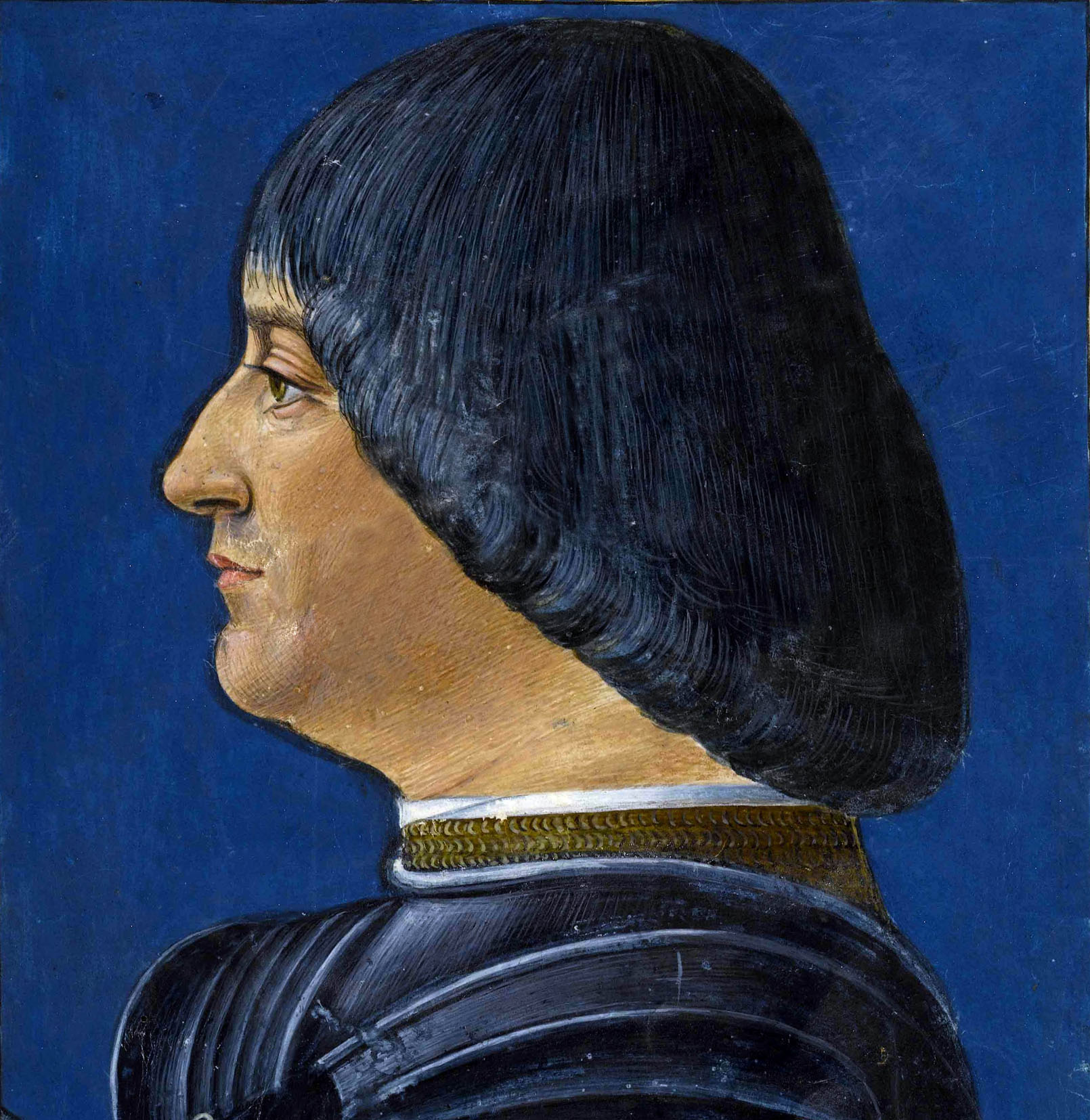
Ludovico il Moro

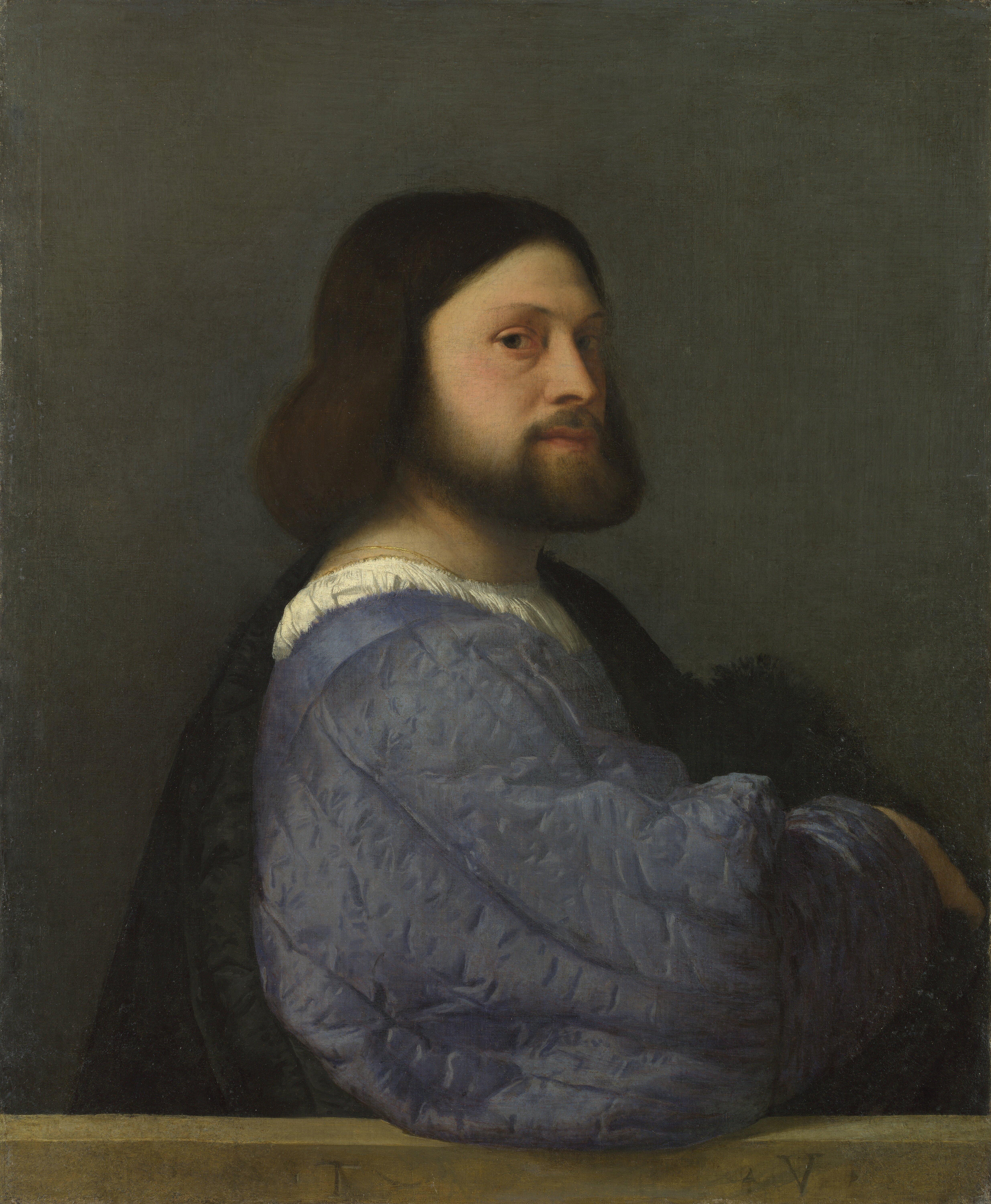
Ludovico Ariosto

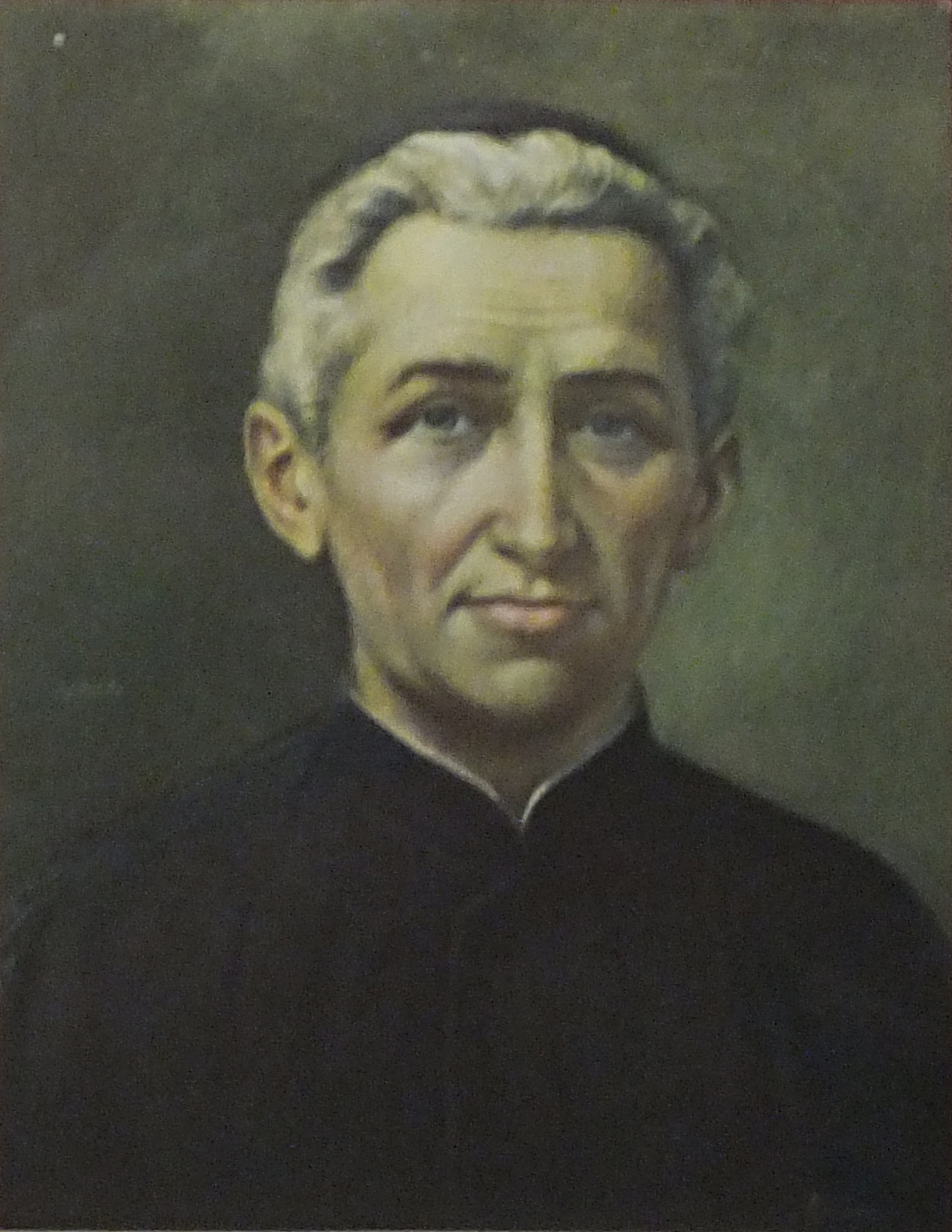
Lodovico Pavoni

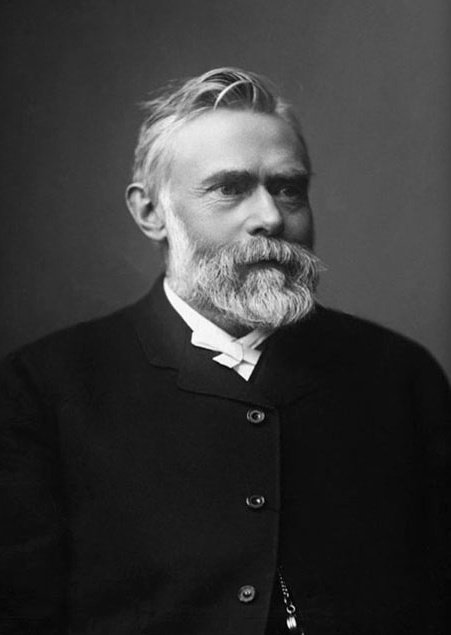
Ludvig Nobel

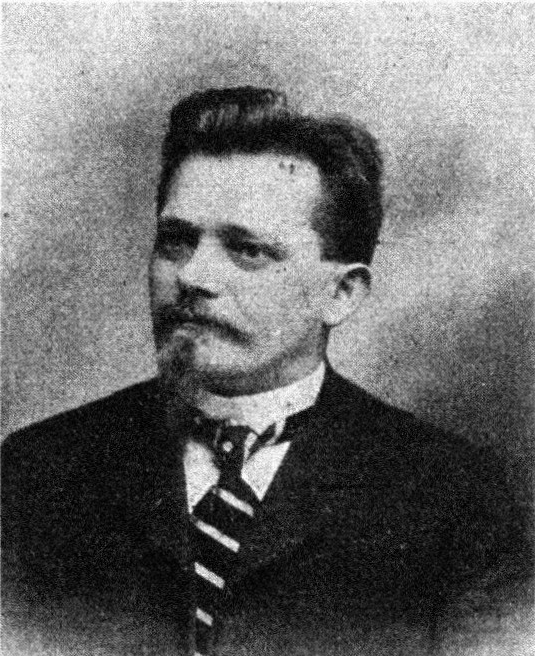
Ludvík Aust

- Ludovico il Bavaro, imperatore del Sacro Romano Impero
- Ludovico il Moro, duca di Milano
- Ludovico di Savoia, duca di Savoia
- Ludovico II di Saluzzo, marchese di Saluzzo
- Ludovico II di Baviera, detto anche "Luigi il Folle", re di Baviera,
- Ludovico III di Baviera, re di Baviera
- Ludovico Ariosto, poeta e commediografo italiano
- Ludovico Carracci, pittore italiano
- Ludovico de Varthema, scrittore e viaggiatore italiano
- Ludovico Einaudi, pianista e compositore italiano
- Ludovico Fremont, attore italiano
- Ludovico Geymonat, filosofo, matematico e epistemologo italiano
- Ludovico Jacobini, cardinale italiano
- Ludovico Magrini, giornalista italiano
- Ludovico Antonio Muratori, sacerdote e storico italiano
- Ludovico Quaroni, urbanista e architetto italiano
- Ludovico Scarampi Mezzarota, cardinale, condottiero, medico e patriarca cattolico italiano
- Ludovico Scarfiotti, pilota automobilistico italiano

### Variante Lodovico
- Lodovico Castelvetro, filologo e critico letterario italiano
- Lodovico Domenichi, umanista, traduttore, editore, poligrafo, bibliografo ed erudito italiano
- Lodovico Frapolli, politico, militare e patriota italiano
- Lodovico Lana, pittore italiano
- Lodovico Pavoni, presbitero italiano

### Variante Ludvig
- Ludvig Bødtcher, scrittore danese
- Ludvig Holberg, scrittore, filosofo, drammaturgo e storico danese
- Ludvig Holstein-Holsteinborg, politico danese
- Ludvig Holstein-Ledreborg, politico danese
- Ludvig Lorenz, fisico danese
- Ludvig Mylius-Erichsen, esploratore danese
- Ludvig Müller, numismatico e storico danese
- Ludvig Nobel, imprenditore, ingegnere e filantropo svedese
- Ludvig Strigeus, programmatore svedese

### Variante Ludvík
- Ludvík Aust, politico ceco di nazionalità austriaca
- Ludvík Daněk, atleta cecoslovacco
- Ludvík Svoboda, generale e politico cecoslovacco
- Ludvík Vacek, sciatore alpino ceco
- Ludvík Vaculík, scrittore ceco

### Variante Ludwig
- Ludwig Beck, generale tedesco

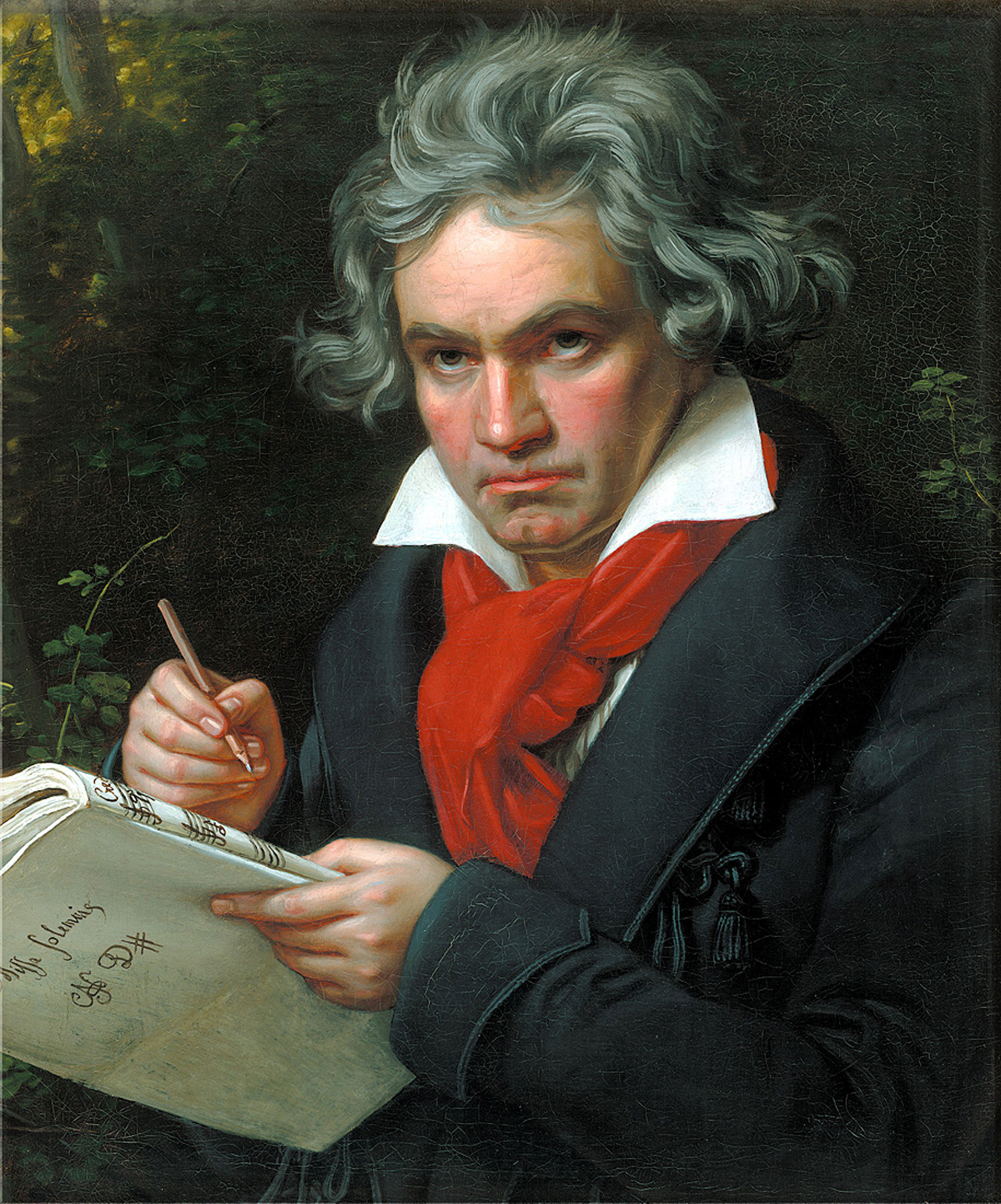
Ludwig van Beethoven

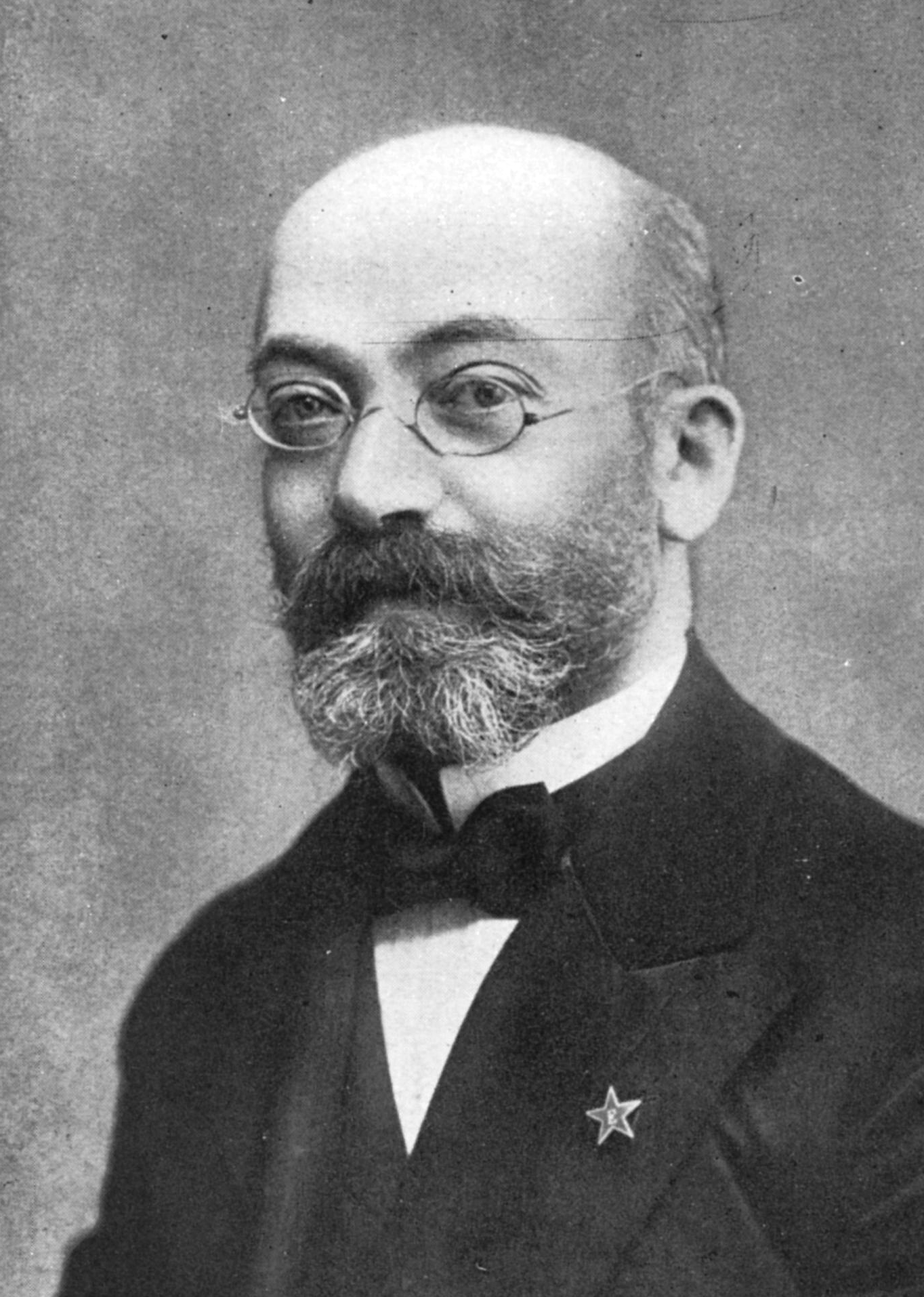
Ludwik Lejzer Zamenhof

- Ludwig Boltzmann, fisico e matematico austriaco
- Ludwig Feuerbach, filosofo tedesco
- Ludwig Pfyffer, condottiero e politico svizzero
- Ludwig Prandtl, fisico tedesco
- Ludwig Schläfli, matematico svizzero
- Ludwig van Beethoven, compositore e pianista tedesco
- Ludwig von Mises, economista austriaco naturalizzato statunitense
- Ludwig Wittgenstein, filosofo, ingegnere e logico austriaco

### Altre varianti maschili
- Koldo Aguirre, calciatore e allenatore di calcio spagnolo
- Lodewijk Asscher, politico, giurista e docente universitario olandese
- Koldo Fernández, ciclista su strada spagnolo
- Ludwik Lejzer Zamenhof, medico, linguista e glottoteta polacco
- Vico Magistretti, designer e architetto italiano
- Ludwik Mierosławski, rivoluzionario, generale e scrittore polacco
- Ludwik Mlokosiewicz, esploratore, zoologo e botanico polacco
- Lodewijk Thomson, militare e politico olandese
- Lodewijk van Heiden, ammiraglio olandese

### Variante femminile Ludovica

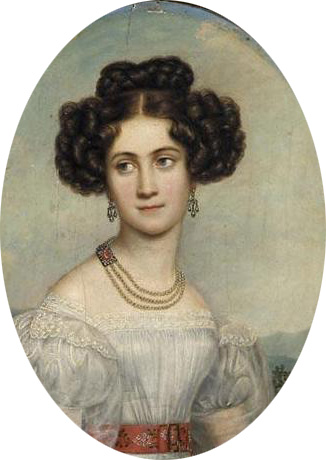
Ludovica di Baviera

- Ludovica di Baviera, principessa di Baviera e duchessa in Baviera, madre della Principessa Sissi
- Ludovica Gargari, attrice italiana
- Ludovica Marineo, sceneggiatrice, regista e doppiatrice italiana
- Ludovica Modugno, attrice, doppiatrice e direttrice del doppiaggio italiana
- Ludovica Torelli, contessa di Guastalla

### Altre varianti femminili
- Lodovica Braida, storica italiana
- Lodovica Comello, attrice, cantante e conduttrice televisiva italiana
- Ludwika Karolina Radziwiłł, nobildonna polacca
- Ludwika Szczęsna, religiosa polacca

## Il nome nelle arti
- Lodovico è il titolo di una canzonetta molto celebre negli anni trenta, scritta per Vittorio De Sica agli inizi della sua carriera da Luciano Ramo (testo) e Vittorio Mascheroni (musica) nel 1931:

- Lodovico è il vero nome di Fra Cristoforo, personaggio de I promessi sposi di Alessandro Manzoni.
- Ludovico è il titolo di una canzone del rapper italiano MadMan nel suo album del 2019 MM vol. 3